# Bashir Safaroglu
Bashir Safaroglu (en azerí: Bəşir Səfəroğlu) fue un actor de teatrto y de cine de Azerbaiyán, Artista del Pueblo de la RSS de Azerbaiyán.

## Biografía
Bashir Safaroglu nació el 11 de marzo de 1925 en Rustov, Raión de Quba. A la edad de nueve años, jugó el papel “Gunduz” en la obra teatral “Sevil” de Yafar Yabbarlí.  Después de la Segunda Guerra Mundial, el famoso actor de Azerbaiyán, Lutfali Abdullayev invitó a Bashir al Teatro de Música Estatal Académico de Azerbaiyán. Además de sus actividades en teatro, él también actuó en las películas, que filmado por las compañías de producción de cine, Azerbaijanfilm y Tojikfilm.
Se le concedió el título de Artista de Honor de la RSS de Azerbaiyán en 1964 y Artista del pueblo de la RSS de Azerbaiyán en 1968.
Bashir Safaroglu murió el 23 de marzo de 1969 en Bakú y fue enterrado en el Callejón de Honor.
Bashir Safaroglu es padre de la famosa actriz de Azerbaiyán, Afag Bashirgizi.

## Filmografía
- 1960 – “Aygun”
- 1961 – “La historia rara”
- 1963 – “¿Dónde está Ahmed?”
- 1964 – “Ulduz”
- 1965 – “Bufanda de lana”
- 1966 – “12 tumbas de Nasreddin Khoca”
- 1966 – “La vida es bella”
- 1969 – “Bashir Safaroglu”

## Premios y títulos
- Artista de Honor de la RSS de Azerbaiyán (1964)
- Artista del Pueblo de la RSS de Azerbaiyán (1968)